# Jerry Yang
Jerry Chih-Yuan Yang (chino tradicional: 杨致远, chino simplificado: 杨致远, pinyin: Yáng Zhìyuǎn; Taipéi, 6 de noviembre de 1968) es un empresario de origen taiwanés de Internet de América, el cofundador y ex CEO de Yahoo! Inc. Creó la empresa junto con David Filo.

## Infancia y estudios universitarios
Su padre murió cuando solo tenía dos años y a los diez se mudó a San José, California, con Lily y Ken, su madre viuda y su hermano menor. Pese a que su madre fuera profesora de inglés, a su llegada a Estados Unidos tan solo conocía una palabra de la lengua del país: shoe (zapato). Llegando a dominar el inglés en tan solo tres años, rápidamente fue situado en clases avanzadas de inglés.
Se graduó en la Piedmont Hills High School y luego recibió su graduado y su doctorado en ingeniería eléctrica en la Universidad de Stanford, donde fue miembro de la fraternidad de Φ Κ Ψ (Phi Kappa Psi).

## Carrera profesional
Mientras estudiaba en la Universidad de Stanford, él y David Filo crearon un sitio web que consistía en un directorio de otras páginas en abril de 1994, inicialmente llamado "Jerry's Guide to the World Wide Web" (La guía de Jerry al World Wide Web). El nombre definitivo del sitio, Yahoo! (con el signo de exclamación), es el acrónimo de "Yet Another Hierarchical Officious Oracle" (Otro Oráculo Oficioso Jerárquico Mas), sacado de copiar "Yet Another Compiler Compiler" (YACC). Aunque Yang y Filo afirman también que escogieron este nombre porque les gustó la definición general de un yahoo: "rudo, insofisticado, inculto".

## Vida personal
Jerry Yang se considera chino estadounidense. Está casado con Akiko Yamazaki, quien creció en Costa Rica. Ella se graduó de la Universidad de Stanford con un título en Ingeniería Industrial. Ellos se conocieron en el programa extranjero Stanford en Kioto durante1992. 
Yang está actualmente en la Junta Directiva de Alibaba.com, los  Fondos pacíficos asiáticos, Cisco y Yahoo! Japón, y esta también en la Tabla de Fideicomisarios de la Universidad de Stanford.
En febrero de 2007, Jerry Yang y Akiko Yamazaki donaron $75 millones de dólares a la Universidad de Stanford, su alma mater, la mayoría que sería dedicado a la construcción de un nuevo edificio ambiental.

## Empresa
- Yahoo!